# مونته‌زه
مونته‌زه (به ایتالیایی: Montese) یک کومونه در ایتالیا است که در استان مودنا واقع شده‌است. مونته‌زه ۸۰٫۸۰ کیلومترمربع مساحت و ۳٬۳۸۰ نفر جمعیت دارد و ۸۴۲ متر بالاتر از سطح دریا واقع شده.